# 제이미 루너
제이미 루너(Jamie Luner, 1971년 5월 12일 ~ )는 미국의 배우이다.

## 출연 작품
- 더 브라이드 히 보우트 온라인 (2015)
- 아웃 오브 리치 (2013)
- 더 치팅 팩트 (2013)
- 스톡드 앳 17 (2012)
- 워킹 더 홀스 (2012)
- 히트 웨이브 (2009)
- 트러스트 (2009)
- 스트레인저 인 마이 베드 (2005)
- 스레시홀드 (2003)
- 프렌즈 & 러버스 (1999)